# Împuțita, Bolgrad
Împuțita, întâlnit și sub forma Vlădiceni (în bulgară Владичен, transliterat: Vladicen, în rusă Владычень, transliterat: Vladîcen, în ucraineană Владичень, transliterat: Vladîcen) este un sat în comuna Bolgrad din raionul Bolgrad, regiunea Odesa, Ucraina. Are 1,263 locuitori, preponderent bulgari.
Satul este situat la o altitudine de 19 metri, pe malul vestic al Lacului Ialpug, în partea de sud-vest a raionului Bolgrad. El se află la o distanță de 20 km sud de centrul raional Bolgrad.
Până în anul 1947 satul a purtat denumirea oficială de Împuțita (în ucraineană Импуцита), în acel an el fiind redenumit Vlădiceni.

## Istoric
În secolul al XVII-lea, teritoriul actualului sat a fost o zonă mlăștinoasă pe care moldovenii din împrejurimi au denumit-o "împuțita".
Prin Tratatul de pace de la București, semnat pe 16/28 mai 1812, între Imperiul Rus și Imperiul Otoman, la încheierea războiului ruso-turc din 1806 – 1812, Rusia a ocupat teritoriul de est al Moldovei dintre Prut și Nistru, pe care l-a alăturat Ținutului Hotin și Basarabiei/Bugeacului luate de la turci, denumind ansamblul Basarabia (în 1813) și transformându-l într-o gubernie împărțită în zece ținuturi (Hotin, Soroca, Bălți, Orhei, Lăpușna, Tighina, Cahul, Bolgrad, Chilia și Cetatea Albă, capitala guberniei fiind stabilită la Chișinău).
După războiul ruso-turc, începând din anul 1812 s-au stabilit în sudul Basarabiei imigranți bulgari din sudul Dunării, aceștia primind terenuri de la ocupanții ruși ai Basarabiei. În anul 1812, s-au stabilit aici 134 familii de coloniști bulgari din Macedonia, ei fiind cei care au fondat satul Împuțita . După unii autori, în 1820 locuiau în sat 453 de persoane (61 familii) de etnie moldovenească și găgăuză .
La începutul secolului al XIX-lea, conform recensământului efectuat de către autoritățile țariste în anul 1817, satul Împuțita făcea parte din Ocolul Cahulului a Ținutului Ismail .
În urma Tratatului de la Paris din 1856, care încheia Războiul Crimeii (1853-1856), Rusia a retrocedat Moldovei o fâșie de pământ din sud-vestul Basarabiei (cunoscută sub denumirea de Cahul, Bolgrad și Ismail). În urma acestei pierderi teritoriale, Rusia nu a mai avut acces la gurile Dunării. În urma Unirii Moldovei cu Țara Românească din 1859, acest teritoriu a intrat în componența noului stat România (numit până în 1866 "Principatele Unite ale Valahiei și Moldovei").
În 1861, o parte a locuitorilor din Împuțita s-au mutat în Taurida, la fel ca și o parte dintre bulgarii basarabeni din Anadol, Caragacii Vechi și Giurgiulești . Potrivit publicistului Mihail Grekov, numărul de familii strămutate din Împuțita este de 234 .
În urma Tratatului de pace de la Berlin din 1878, România a fost constrânsă să cedeze Rusiei acest teritoriu. În 1878 a fost construită biserica cu hramul Sf. Nicolae. La începutul secolului al XX-lea, satul avea 1.154 de locuitori . În anul 1913, țăranii din sat s-au revoltat împotriva activității desfășurate de Comisia topografică. În ianuarie 1918, activiștii bolșevici au preluat conducerea în sat.
După Unirea Basarabiei cu România la 27 martie 1918, satul Împuțita a făcut parte din componența României, în Plasa Reni a județului Ismail. Pe atunci, majoritatea populației era formată din bulgari, existând și comunități mici de români și ruși. La recensământul din 1930, s-a constatat că din cei 1.892 locuitori din sat, 1.444 erau bulgari (76.32%), 409 români (21.62%), 27 ruși (1.43%), 9 găgăuzi și 3 evrei. La 1 ianuarie 1940, din cei 2.109 locuitori ai satului, 2.056 erau bulgari (97.49%), 29 români (1.41%), 22 ruși (1.07%) și 2 evrei (0.03%).
În perioada interbelică, începând din 1920-1921, satul s-a aflat în aria de interes a activiștilor bolșevici din URSS. O parte dintre locuitori a participat la Răscoala de la Tatarbunar din 1924, organizată de bolșevicii din URSS. În anii următori au fost arestați mai mulți țărani. În 1934 organizația comunistă din sat a fost destrămată de către organele de poliție.
Ca urmare a Pactului Ribbentrop-Molotov (1939), Basarabia, Bucovina de Nord și Ținutul Herța au fost anexate de către URSS la 28 iunie 1940. După ce Basarabia a fost ocupată de sovietici, Stalin a dezmembrat-o în trei părți. Astfel, la 2 august 1940, a fost înființată RSS Moldovenească, iar părțile de sud (județele românești Cetatea Albă și Ismail) și de nord (județul Hotin) ale Basarabiei, precum și nordul Bucovinei și Ținutul Herța au fost alipite RSS Ucrainene. La 7 august 1940, a fost creată regiunea Ismail, formată din teritoriile aflate în sudul Basarabiei și care au fost alipite RSS Ucrainene .
În perioada 1941-1944, toate teritoriile anexate anterior de URSS au reintrat în componența României. Apoi, cele trei teritorii au fost reocupate de către URSS în anul 1944 și integrate în componența RSS Ucrainene, conform organizării teritoriale făcute de Stalin după anexarea din 1940, când Basarabia a fost ruptă în trei părți.
În februarie 1945 a fost înființat colhozul din sat. În anul 1947, autoritățile sovietice au schimbat denumirea oficială a satului din cea de Împuțita în cea de Vlădiceni. În anul 1954, Regiunea Ismail a fost desființată, iar localitățile componente au fost incluse în Regiunea Odesa.
În 1961 a fost construit căminul cultural din sat. În 1967 biserica a fost distrusă de către regimul sovietic ateu, iar materialele de construcții au fost furate. În 1973 a fost deschis gimnaziul .
Începând din anul 1991, satul Împuțita face parte din raionul Bolgrad al regiunii Odesa din cadrul Ucrainei independente. În prezent, satul are 1.263 locuitori, preponderent bulgari.

## Economie
Locuitorii satului Împuțita se ocupă în principal cu agricultura. Se cultivă cereale, zarzavaturi și viță de vie. Ferma din sat se ocupă și cu producția de carne de vită și de produse lactate.

## Demografie
Componența lingvistică a comunei Împuțita
     Bulgară (74,43%)
     Rusă (11,88%)
     Ucraineană (4,75%)
     Română (3,25%)
     Găgăuză (5,3%)
     Alte limbi (0,08%)
Conform recensământului din 2001, majoritatea populației comunei Împuțita era vorbitoare de bulgară (74,43%), existând în minoritate și vorbitori de rusă (11,88%), găgăuză (5,3%), ucraineană (4,75%) și română (3,25%).
1930: 1.892 (recensământ) 
1940: 2.109 (estimare)
2001: 1.263 (recensământ)

## Fotogalerie

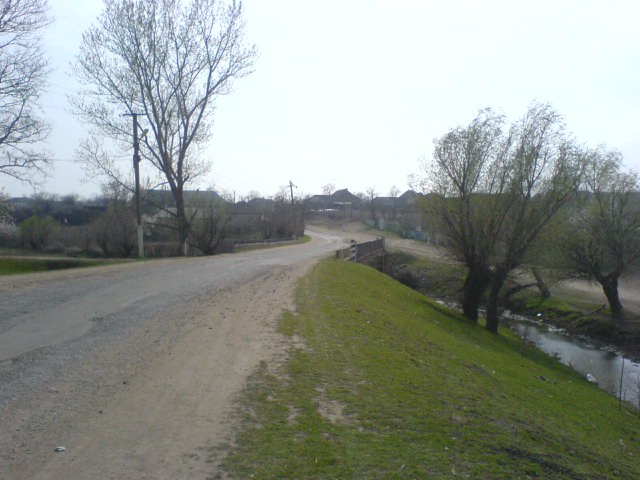
Strada principală
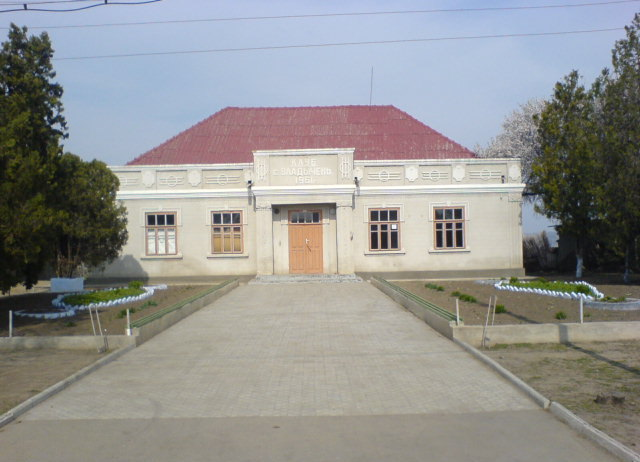
Căminul cultural
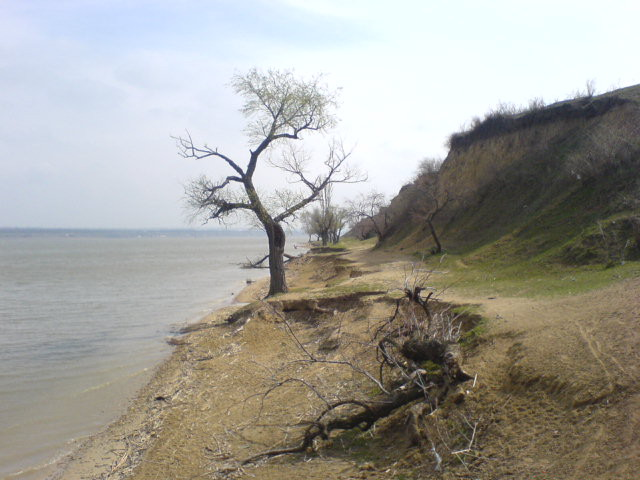
Plajă pe lacul Ialpug
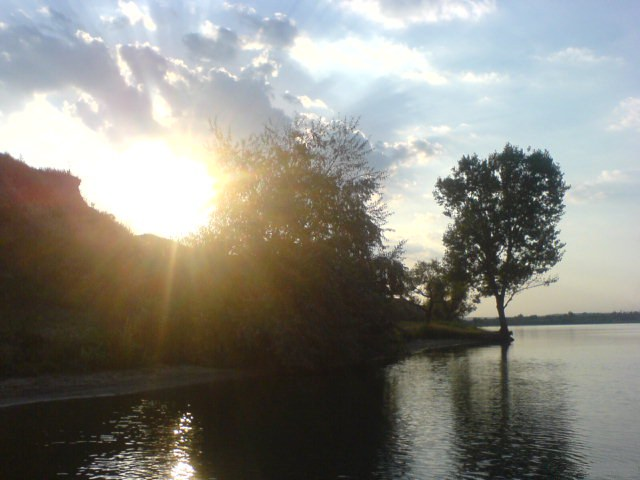
Malul lacului Ialpug
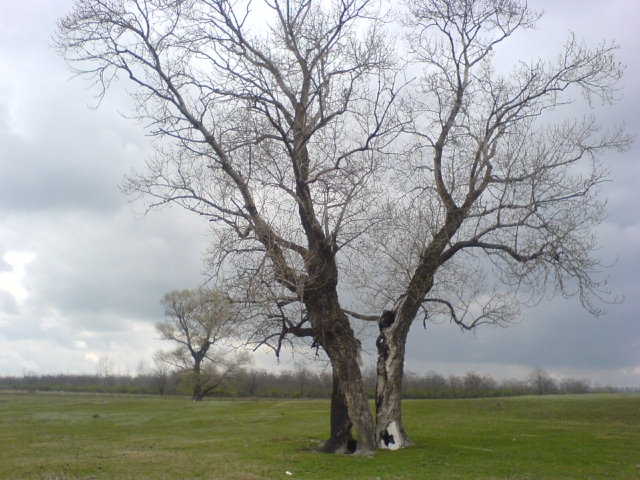
Copac bătrân din sat
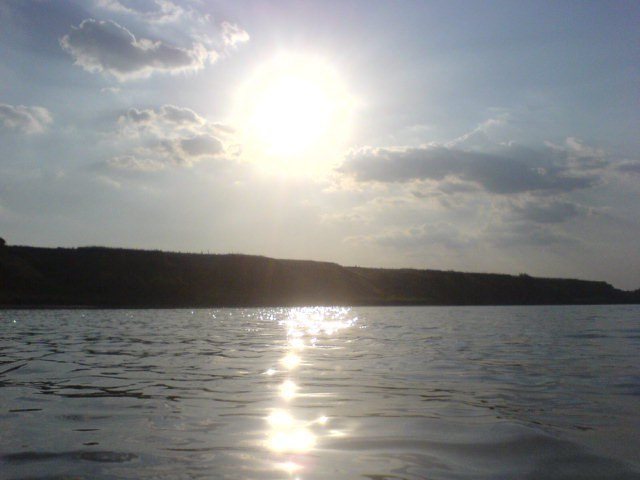
Vedere a lacului de pe mal
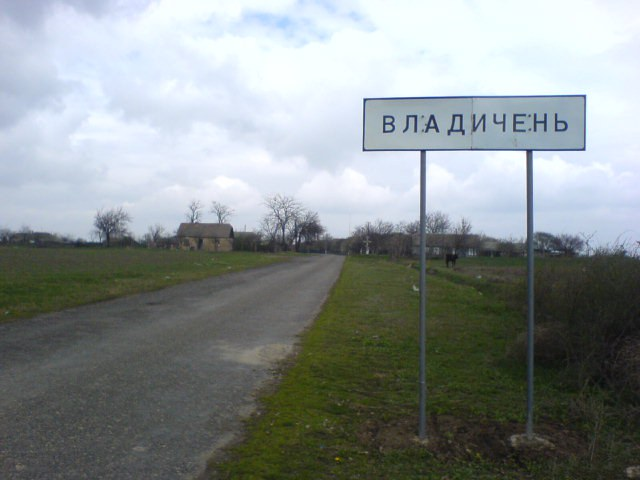
Intrarea în sat
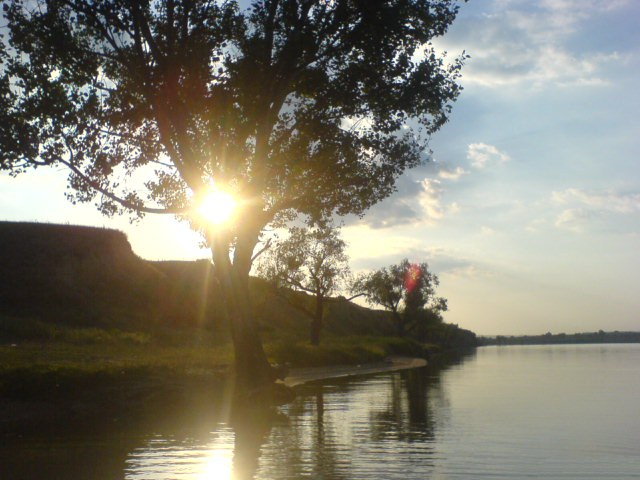
Malul lacului